# العارة (الحيمة الخارجية)

تعديل مصدري - تعديل

العارة هي إحدى قرى عزلة يادع بمديرية الحيمة الخارجية التابعة لمحافظة صنعاء، بلغ تعداد سكانها 424 نسمة حسب تعداد اليمن لعام 2004.